# Eleições estaduais de Bremen em 1947
As eleições estaduais de Bremen em 1947 foram realizadas a 12 de Outubro e, serviram para eleger os 100 deputados para o parlamento estadual.
Apesar da queda em votos comparando com 1946, o Partido Social-Democrata da Alemanha voltou a ser o partido mais votado, com uma distância clara, ao obter 41,7% dos e 46 deputados.
A União Democrata-Cristã subiu em votos, ficando, agora, com 22,0% dos votos.
O Partido Popular Democrático de Bremen e o Partido Comunista da Alemanha perderam votos, caindo para os 14,0% e os 8,8%, respectivamente.
Por fim, destacar a entrada de dois novos partidos no parlamento estadual: o Partido Democrático Liberal e o Partido Alemão.
Após as eleições, a coligação entre social-democratas, populares e comunistas manteve-se no poder, sendo de referir que os liberais entraram na coligação em 1951.

## Resultados Oficiais
| Partido      | Partido                        | Votos   | %     | +/-   | Deputados | +/-   |
| ------------ | ------------------------------ | ------- | ----- | ----- | --------- | ----- |
|              | Partido Social-Democrata       | 91 235  | 41,7  | 5,9   | 46 / 100  | 5     |
|              | União Democrata-Cristã         | 48 118  | 22,0  | 3,1   | 24 / 100  | 12    |
|              | Partido Popular Democrático    | 30 541  | 14,0  | 4,3   | 15 / 100  | 3     |
|              | Partido Comunista da Alemanha  | 19 290  | 8,8   | 2,7   | 10 / 100  | 7     |
|              | Partido Democrático Liberal    | 11 998  | 5,4   | Novo  | 2 / 100   | Novo  |
|              | Partido Alemão                 | 8 442   | 3,9   | Novo  | 3 / 100   | Novo  |
|              | Partido Liberal Radical Social | 2 410   | 1,1   | Novo  | 0 / 100   | Novo  |
|              | Independentes                  | 6 824   | 3,1   | 0,6   | 0 / 100   | 2     |
| Total        | Total                          | 218 858 | 100   |       | 100 / 100 | 20    |
| Participação | Participação                   |         | 67,8  | 17,4  |           |       |
| Fonte        | Fonte                          | [ 1 ]   | [ 1 ] | [ 1 ] | [ 1 ]     | [ 1 ] |